# Tripile (Gründung)

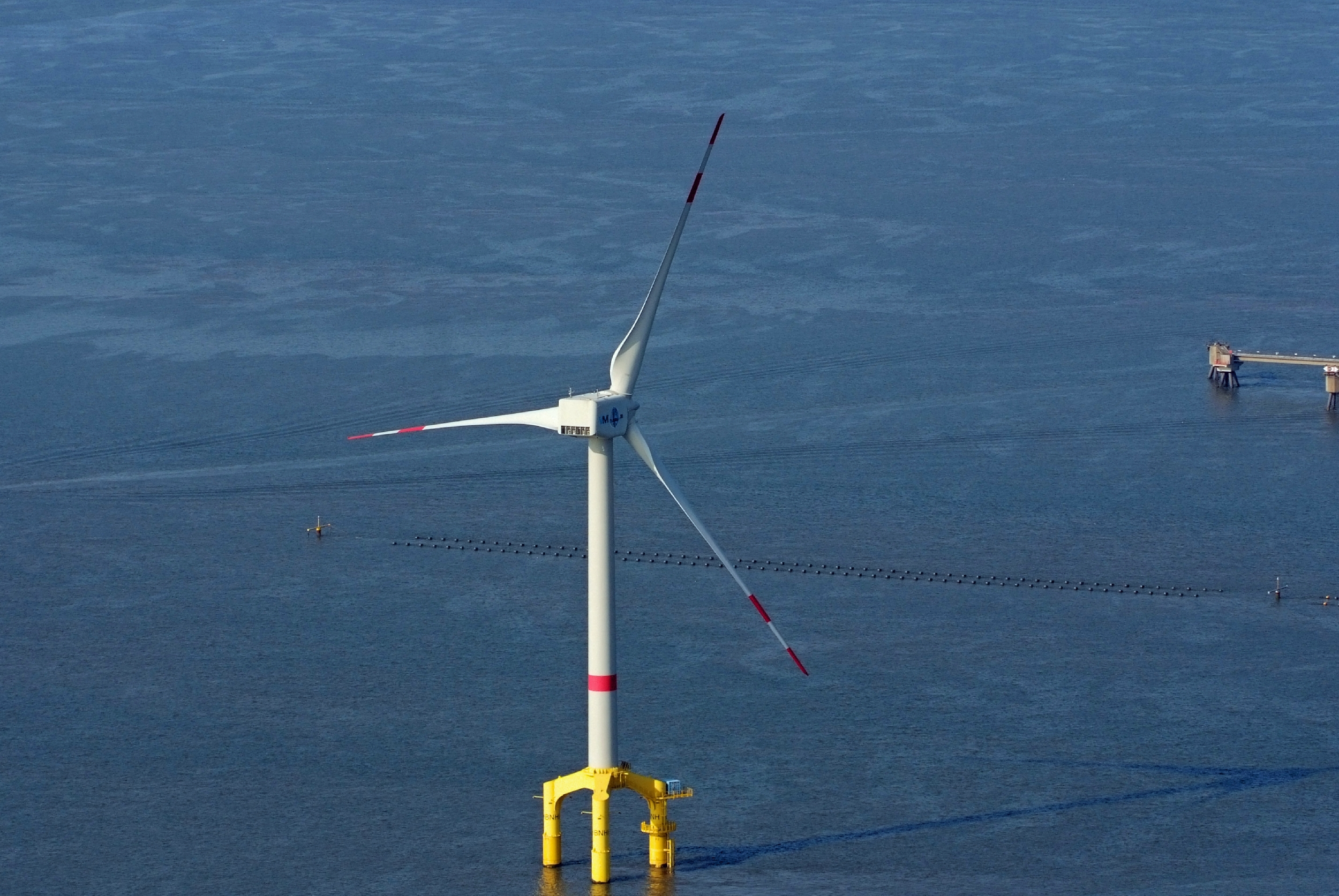
Offshore-Windkraftanlage auf einer Tripile-Gründung (gelb)

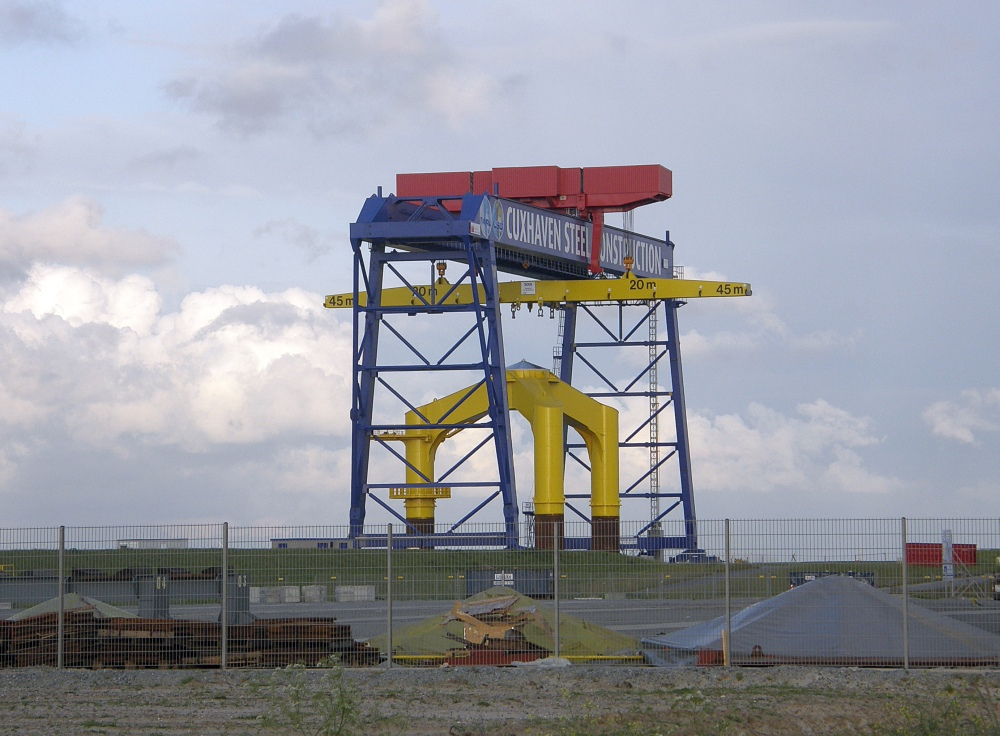
Ein Tripile-Stützkreuz im Werk von Cuxhaven Steel Construction. Die Dimensionen lassen sich durch die Markierungen am Portalkran erahnen.

Als Tripile-Gründung oder kurz Tripiles ([traɪ paɪl]; zusammengesetzt aus dem griechischen Präfix tri- für „drei(fach)“ und dem englischen Wort pile für „Pfahl“) wird im Bauwesen eine Form der Gründung für Offshorebauwerke bezeichnet. Die Konstruktion wurde von der Bard Engineering GmbH in Emden entwickelt.
Eine Tripile-Gründung besteht entsprechend dem Namen aus drei, in der Regel runden Stahlpfählen, die bis zu 30 m tief in den Meeresboden gerammt werden. Die Pfähle sind in einem gleichseitigen Dreieck angeordnet und enden knapp oberhalb der Wasseroberfläche. Dort werden sie durch ein aufgesetztes Stützkreuz verbunden. Das Stützkreuz verlängert die Pfähle ein Stück weit und führt diese dann zusammen. Auf dem Stützkreuz kann ein Offshorebauwerk errichtet werden. Entwickelt wurden Tripiles für Windkraftanlagen. Zum Einsatz kommt diese Form der Gründung bei Wassertiefen zwischen 25 und 50 m. Die Tripile-Gründung ist eine Weiterentwicklung der Gründung mit einem einzelnen Monopile und zeichnet sich im Vergleich dazu durch geringere Kosten aus. Durch die Nutzung von drei statt einem Pfahl kann der Durchmesser kleiner gewählt werden. Dadurch wird in der Herstellung weniger Stahl benötigt und das Rammen geht leichter vonstatten.
Die Tripile-Gründung wurde bislang ausschließlich im Offshore-Windpark BARD Offshore 1 sowie bei einer einzelnen Pilot-Anlage vor Hooksiel (zurückgebaut 05/2016) verwendet. Eine weitere Verwendung ist durch die Einstellung des Geschäftsbetriebs beim Entwickler und Lizenzhalter BARD Engineering sowie dem einzigen Produzenten der Spezialkonstruktion eher unwahrscheinlich.